# بريت هيلز
بريت هيلز (بالإنجليزية: Brett Hales)‏ هو رائد أعمال أسترالي، ولد في 2 أبريل 1985 في ملبورن في أستراليا.